# Лернер, Исаак Яковлевич
Исаа́к Я́ковлевич Ле́рнер (4 апреля 1917 — 1 марта 1996) — советский и российский педагог, заслуженный деятель науки РСФСР (1987), академик РАО (1992).

## Биография
И. Я. Лернер потерял родителей из-за погромов в Гражданскую войну. В 1939 окончил исторический факультет МГУ.
С 1937 года преподавал в различных вузах РСФСР, был, доцентом, завкафедрой. Участник Великой Отечественной войны.
Был репрессирован по статье 58.10 в 1950 г. и пять лет провёл в Ивдельском лагере общего режима. Его обвинили за два высказывания в разговоре со знакомым человеком — о недемократичности выборов и о необходимости установить минимум оплаты колхозникам за трудодень. С 1959 работал в АПН СССР. Доктор педагогических наук, профессор.  Член-корреспондент АПН СССР с 20 декабря 1990 г., действительный член РАО с 15 июня 1992 года. Состоял в Отделении философии образования и теоретической педагогики. Заслуженный деятель науки РСФСР (1987).
С 1985 по 1991 год руководил разработкой теории построения современного школьного учебника. Сын Георгий Исаакович Лернер — продолжатель образовательных традиций своего отца, к.п.н, зав. лабораторией биологии Московского института открытого образования. Скончался И. Я. Лернер в 1996 году, похоронен на Востряковском кладбище.

## Вклад в развитие педагогики
И. Я. Лернер является одним из разработчиков проблемного обучения. Раскрыл дидактические основы и разработал систему методов обучения. Раскрыл связь между методами обучения, организационными формами, средствами и приёмами обучения. Обосновал состав и структуру содержания образования, адекватные социальному опыту. Разработал целостную концепцию образовательного процесса как системы.

### Классификация методов обучения
Совместно с М. Н. Скаткиным разработал классификацию методов обучения:
1. Информационно рецептивный метод. Деятельность учителя. Предъявление информации (учителем или заменяющим его средством). Организация действий ученика с объектом изучения. Деятельность ученика. Восприятие знаний. Осознание знаний. Запоминание (преимущественно произвольное).
2. Репродуктивный метод. Деятельность учителя. Составление и предъявление задания на воспроизведение знаний и способов умственной и практической деятельности. Руководство и контроль за выполнением. Деятельность ученика. Актуализация знаний. Воспроизведение знаний и способов действий по образцам, показанным другими (учителем, книгой, ТСО). Произвольное и непроизвольное запоминание (зависимости от характера задания)
3. Метод проблемного изложения. Деятельность учителя. Постановка проблемы и раскрытие доказательного пути её решения. Деятельность ученика. Восприятие знаний. Осознание знаний и проблемы. Внимание к последовательности и контроль над степенью убедительности решения проблемы. Мыслительное прогнозирование очередных шагов логики решения. Запоминание (в значительной степени непроизвольное
4. Эвристический метод. Деятельность учителя. Постановка проблем. Составление и предъявления заданий на выполнение отдельных этапов решение познавательных и практических проблемных задач. Планирование шагов решения. Руководство деятельностью учащихся(корректировка и создание проблемных ситуаций). Деятельность ученика. Восприятие задания, составляющего часть задачи. Осмысление условий задачи. Актуализация знаний о путях решения сходных задач. Самостоятельное решение части задачи. Самоконтроль в процессе решения и проверка его результатов. Преобладания непроизвольного запоминания материала, связанного с заданием. Воспроизведение хода решения и его самостоятельная.
5. Исследовательский метод. Деятельность учителя. Составление и предъявление проблемных задач для поиска решений. Контроль за ходом решения. Деятельность ученика. Восприятие проблемы или самостоятельное усмотрение проблемы. Осмысление условий задачи. Планирование этапов исследования (решения). Планирование способов исследования на каждом этапе. Самоконтроль в процессе исследования и его завершения. Преобладания непроизвольного запоминания. Воспроизведения хода исследования, мотивировка его результатов.

## Основные работы
Книги
- Лернер И. Я. Содержание и методы обучения истории в V—VI классах вечерней (сменной) школы. — М., 1963;
- Лернер И. Я. Проблемное обучение .- М., 1974.
- Дидактика средней школы / Под ред. М. Н. Скаткина, И. Я. Лернера. — М., 1975.
- Лернер И. Я. Процесс обучения и его закономерности. — М., 1980.
- Лернер И. Я. Дидактические основы методов обучения. — М., 1981.
- Лернер И. Я. Развитие мышления учащихся в процессе обучения истории. Пособие для учителя. — М., 1982.
- Теоретические основы содержания общего среднего образования / Под ред. В. В. Краевского, И. Я. Лернера. М., 1983 (соред., соавт.);
- Теоретические основы процесса обучения в советской школе / Под ред. В. В. Краевского, И. Я. Лернера. — М., 1989.
- Лернер И. Я. Философия дидактики и дидактика как философия. М., 1995.

Статьи
- Лернер И. Я. Человеческий фактор и функции содержания образования (недоступная ссылка) // Советская педагогика. — 1987.- № 11.
- Лернер И. Я. Теория современного процесса обучения, её значение для практики (недоступная ссылка) // Советская педагогика. — 1989. — № 11.
- Лернер И. Я. Педагогические заметки из-за решетки (недоступная ссылка) // Советская педагогика. — 1990.- № 12.
- Лернер И. Я. Болевые точки процесса обучения (недоступная ссылка) // Советская педагогика. — 1991. — № 5.
- Лернер И. Я. Развивающее обучение с дидактических позиций (недоступная ссылка) // Педагогика. — 1996.- № 2